# إد بول
إد بول (بالإنجليزية: Ed Poole)‏ هو لاعب كرة قاعدة أمريكي، ولد في 7 سبتمبر 1874 في كانتون في الولايات المتحدة، وتوفي في 11 مارس 1920 في مالفيرن في الولايات المتحدة.

## وصلات خارجية
- إد بول على موقعبيزبول رفرنس.كوم (الدوري الرئيسي) (الإنجليزية)